# MMORPG

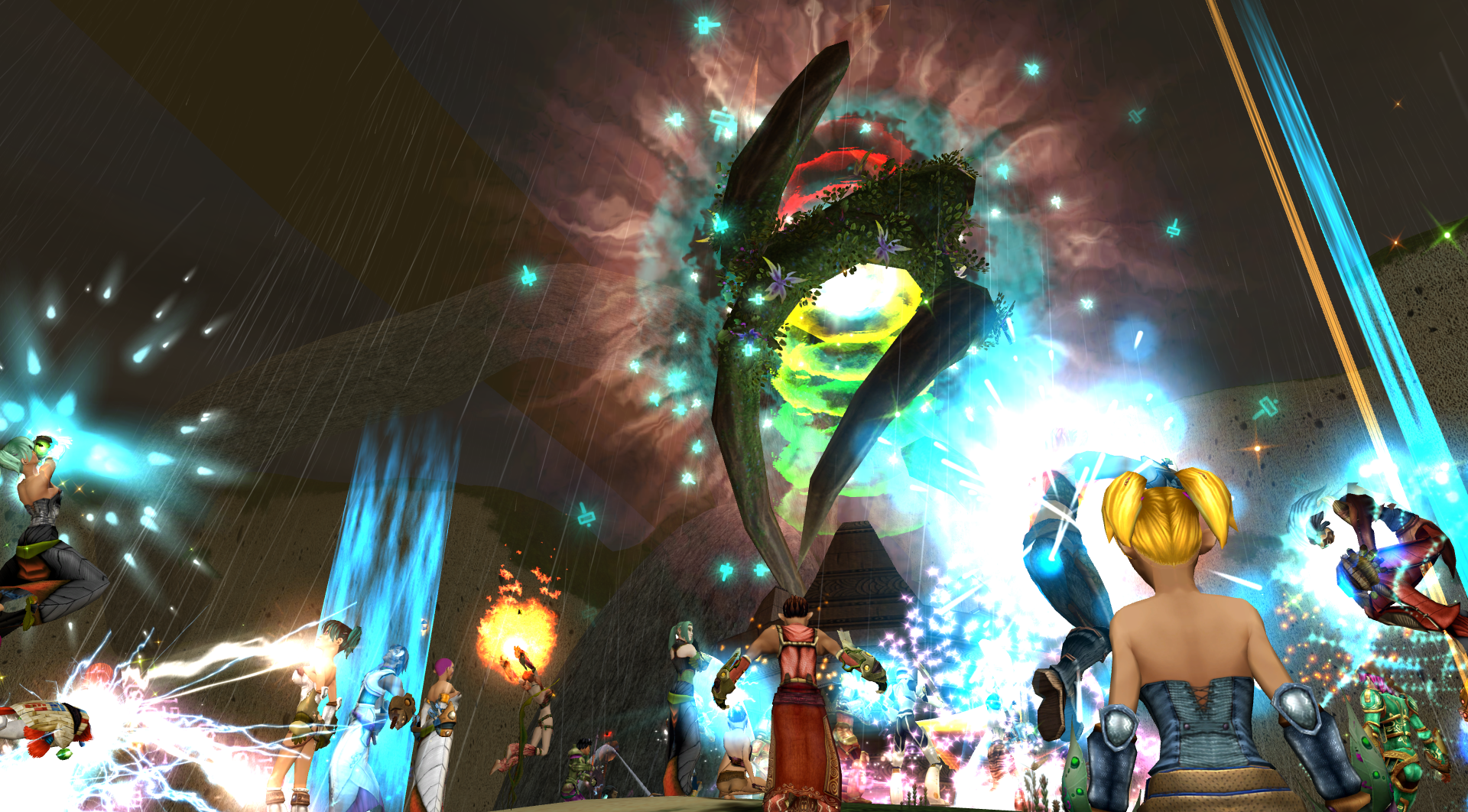
Událost v MMORPG Ryzom, open source a bezplatné hře (2014)

Zkratka MMORPG (z anglického massively multiplayer online role-playing game, volně hra obrovského počtu hráčů s RPG prvky) je označení žánru počítačových her. Jedná se o počítačovou online hru na hrdiny o více hráčích, která umožňuje připojení i tisíců hráčů najednou; zpravidla skrze Internet. Hra se obvykle, podobně jako jiné hry na hrdiny, odehrává ve fiktivním světě, často ve fantasy či sci-fi prostředí.

## Charakteristika
Hry žánru MMORPG se vyvinuly z textových RPG online her, tzv. MUDů, a původně (kolem poloviny 90. let 20. století) byly označovány jako grafické MUDy. S termínem MMORPG přišel až Richard Garriott, tvůrce Ultimy Online, v roce 1997. Ultima Online, ač nebyla zcela první grafickou online hrou na hrdiny, zaznamenala takový úspěch, že hry podobného rázu jsou od té doby nazývány MMORPG. MUDy jsou pak někdy naopak označované i jako textové MMORPG hry.
Podle PCGamesN mezi nejlepší MMORPG patří EVE Online, Final Fantasy XIV: A Realm Reborn, Guild Wars 2, The Lord of the Rings Online, PlanetSide 2, Rift, RuneScape, Star Wars: The Old Republic, The Secret World a World of Warcraft. Mezi další MMORPG patří například Metin2, Drakensang Online nebo World of Warcraft Classic. První českou MMORPG je Chmatákov Online.